# Nhà thờ chính tòa Köln
Nhà thờ chính tòa Köln hay Nhà thờ lớn Köln với tên chính thức là Nhà thờ thánh Phêrô và Đức Mẹ Maria là một nhà thờ Công giáo Rôma tại Köln (còn được viết là Cologne) với chức năng là nhà thờ chính tòa của Tổng giáo phận Köln, Đức. Với độ cao 157 m nhà thờ này là nhà thờ cao thứ nhì của Đức sau Nhà thờ lớn Ulm (Ulmer Münster) và là nhà thờ cao thứ ba của thế giới. Nhà thờ chính tòa Köln đứng cạnh nhà ga chính của Köln và giáp với sông Rhein.
Nhà thờ lớn Köln là nhà thờ được xây dựng theo phong cách Gothic lớn thứ ba trên thế giới (sau Nhà thờ lớn Sevilla và Nhà thờ lớn Milano). Nhiều nhà sử học về nghệ thuật nhận định công trình xây dựng này là một sự phối hợp hài hòa có một không hai của tất cả các nguyên tố xây dựng và của trang trí trong phong cách kiến trúc Gothic thời Trung cổ. Vì lý do này mà năm 1996 nhà thờ lớn Köln được đưa vào trong danh sách di sản thế giới của UNESCO. Diện tích khổng lồ của mặt tây với hai tháp tổng cộng trên 7.000 m² cho đến nay vẫn chưa có nơi nào vượt qua được.
Từ 1880 đến 1888 Nhà thờ lớn Köln đã là ngôi nhà cao nhất thế giới. Thêm vào đó, nhà thờ là điểm tham quan nổi tiếng nhất ở Đức: Năm 2001 có 5 triệu khách tham quan, năm 2004 là 6 triệu khách tham quan đến từ khắp nơi trên thế giới. Và trong một ngày đón khoảng 20.000 khách tham quan .

## Lịch sử

### Thời Thượng cổ và thời kỳ đầu của Trung cổ
Khai quật dưới nhà thờ đã tìm thấy di tích của nhiều nhà dân cư người La Mã từ thế kỷ thứ 1 đến thế kỷ thứ 4. Vào cuối thế kỷ thứ 4 hay trong thế kỷ thứ 5 dưới chỗ ngồi của đội hợp xướng nhà thờ ngày nay là một nơi tu niệm dài từ 30 m đến 40 m, có thể đã là nhà thờ đầu tiên. Trong thế kỷ thứ 5 hay chậm nhất là vào đầu thế kỷ thứ 6 tòa nhà này đã được thay thế bằng một kiến trúc lớn tương tự, trong những năm của thập niên 530 đã là nơi chứa mộ của các vị hầu tước người Frank giàu có. Các ngôi mộ này là bằng chứng cho việc sử dụng công trình xây dựng này như một nhà thờ. Trong nửa sau của thế kỷ thứ 6 một ngôi nhà thờ mới đã thành hình, và theo như các khai quật khảo cổ học, với một bục giảng kinh có dạng như một lỗ khóa bao trùm lên công trình cũ. Qua việc mở rộng về hướng tây, nhà thờ này lớn tương tự như Nhà thờ chính tòa Cũ tiếp theo sau đó và hẳn đã tồn tại cho đến thế kỷ thứ 9.

### Nhà thờ chính tòa Cũ

Nhà thờ chính tòa Cũ

Nhà thờ chính tòa Cũ là công trình xây dựng tiền thân của nhà thờ lớn ngày nay. Nhà thờ được khánh thành vào ngày 27 tháng 9 năm 873. Nhà thờ chính tòa Cũ có một tòa nhà dài, ở hai đầu là hai tòa nhà ngang. Nhà thờ chính tòa Cũ là kiểu mẫu cho rất nhiều nhà thờ hình thành trong châu Âu trong thời gian đó đấy và đã chứa chiếc Thập tự giá Gero hình thành từ thế kỷ 10 là chiếc thập tự giá cổ thứ nhì của phương Tây. Trong năm 1248 người ta muốn giật sập Nhà thờ chính tòa Cũ dần dần để có thể bắt đầu xây dựng một nhà thờ kiểu Gothic mới. Thế nhưng khi đốt cháy cánh hát hợp xướng phía Đông năm 1248</ref>, gần như toàn bộ nhà thờ đã cháy trụi. Phần phía tây được tái kiến thiết tạm thời để có thể hành lễ. Ngay trong năm đấy, công việc xây dựng Nhà thờ lớn Köln ngày nay đã được bắt đầu.

### Nhà thờ lớn của Köln ngày nay

#### Thời kì xây dựng đầu
Năm 1164 tổng giám mục của Köln là Rainald von Dassel đã mang di cốt của ba vị vua thánh từ Milano về Köln. Đấy là quà tặng của hoàng đế Friedrich I cho vị thủ tướng của ông từ những chiến lợi phẩm chiếm đoạt được. Chính những hài cốt này đã dẫn đến kế hoạch xây dựng một nhà thờ mới trong năm 1225 vì nhà thờ cũ đã không thể đối phó với làn sóng người hành hương và trở thành quá nhỏ.

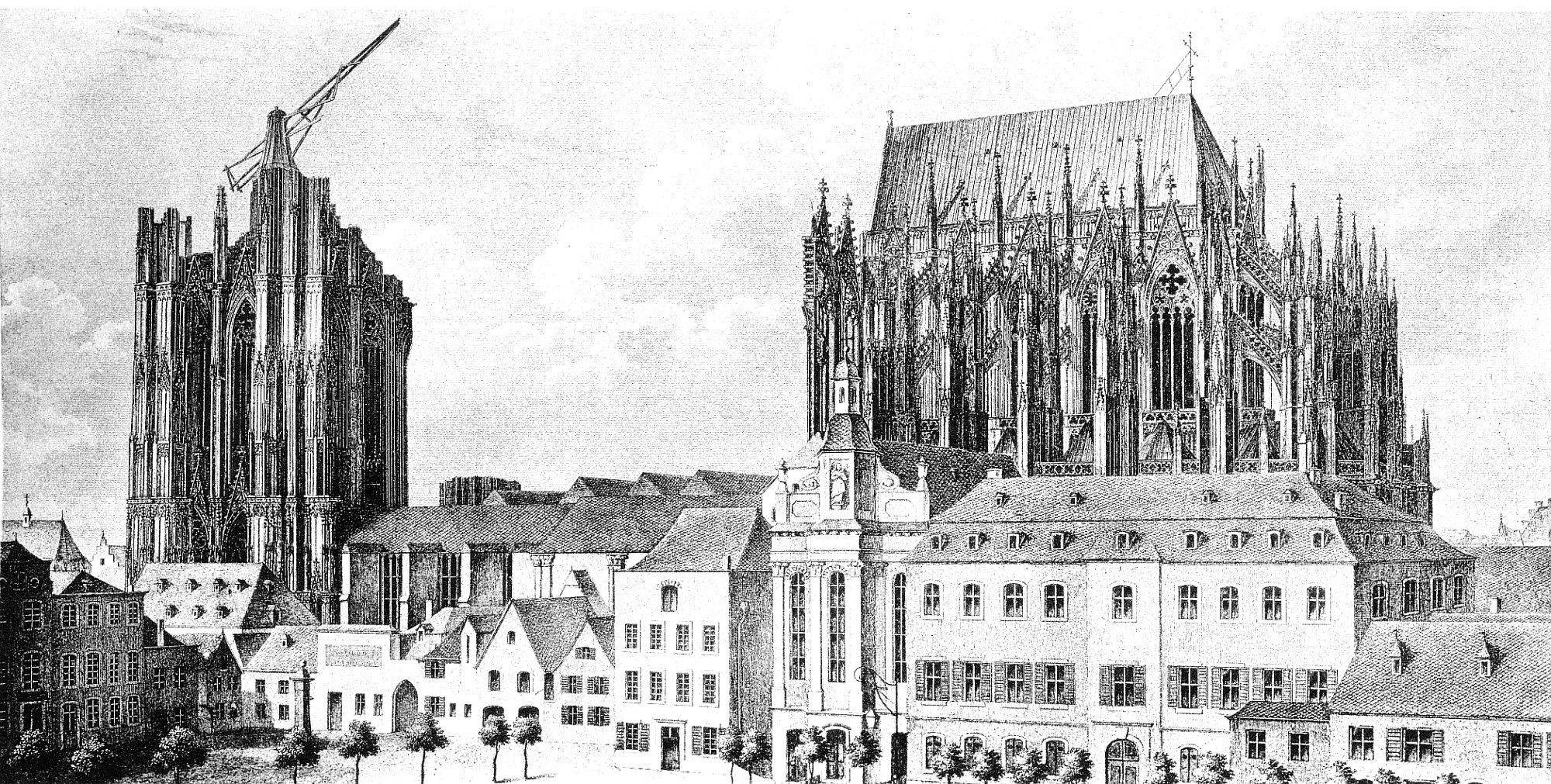
Nhà thờ lớn Köln năm 1824

Công trình xây dựng Gothic này được bắt đầu vào ngày 15 tháng 8 năm 1248 theo kế hoạch của Gerhard von Rile. Vật liệu xây dựng chủ yếu là đá trachyt từ vùng núi Siebengebirge. Nhà thờ Đức Bà Amiens được chọn làm kiểu mẫu. Sau Trận Worringen năm 1288 Köln trên thực tế trở thành thành phố độc lập trong Đế quốc La Mã Thần thánh vì thế nên mặc dù là nhà thờ lớn trên danh nghĩa vẫn là trụ sở của tổng giám mục nhưng hiếm khi ông lại vào nhà thờ này. Lúc đầu việc này không ảnh hưởng đến tiến trình xây dựng vì chi phí xây dựng do giáo hội Köln chi trả. Dàn đồng ca được khánh thành năm 1322. Năm 1410 tháp phía nam đã có tầng thứ hai và ít lâu sau đấy chuông đã được treo trong tháp chuông. Vào cuối thế kỷ 15 tốc độ xây dựng ngày càng giảm đi. Vào khoảng năm 1510 việc xây dựng ngưng trệ vì nhiều vấn đề về tài chính và thiếu sự chú ý, cuối cùng, vào năm 1560, giáo hội đã ngưng hẳn không chi trả tiền để tiếp tục xây dựng nữa. Trên 300 năm liền nhà thờ lớn không hoàn thành với tháp phía nam dở dang đã là hình dáng của thành phố. Lưu truyền từ thời gian này là câu nói của người dân Köln rằng khi nhà thờ lớn hoàn thành thì ngày đấy là ngày tận thế.

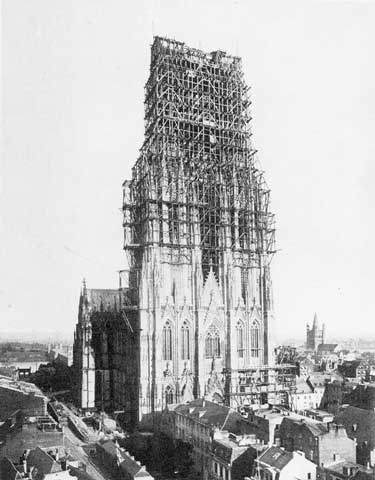
Nhà thờ lớn Köln lúc sắp hoàn thành (1880)

#### Thời kì xây dựng thứ hai
Năm 1814 phân nửa bản vẽ mặt ngoài to 4,05 mét của người nối bước thứ hai của Gerhard được Georg Moller tìm thấy tại thành phố Darmstadt, nửa kia do Sulpiz Boisserée tìm thấy tại Paris năm 1816. Vào khoảng thời gian chuyển tiếp của thế kỷ 19, dư luận lại bắt đầu chú ý đến công trình xây dựng nhà thờ dở dang, lúc đấy là biểu tượng cho sự thống nhất Đức trong phong trào quốc gia dân tộc đang trỗi dậy mạnh mẽ. Bên cạnh những người khác, Joseph Görres và Silpiz Boisseré là những động lực thúc đẩy chính cho việc hoàn thành công trình xây dựng này. Vào ngày 4 tháng 9 năm 1842 vua Phổ Friedrich Wilhelm IV và tổng giám mục sau này là Johannes von Geisel đã làm lễ đặt viên đá tiếp tục xây dựng. Hòn đá được kéo lên và xây vào tường ờ tháp nam. Nhà nước Phổ cũng tham gia đóng góp về tài chính. Ngay trước buổi lễ đặt viên đá, Hiệp hội trung tâm xây dựng nhà thờ lớn đã được thành lập mà việc quyên tiền cho công trình xây dựng thuộc vào trong số những nhiệm vụ quan trọng nhất.
Công trình xây dựng Nhà thờ lớn được hoàn thành vào năm 1880, trung thành với các bản vẽ của người xây nhà thờ Köln thời Trung cổ và theo bản vẽ mặt ngoài từ khoảng năm 1280. Thế nhưng mặt ngoài của nhà ngang lại là sáng tạo của thế kỷ 19 vì không có bản vẽ nào của thời Trung cổ cho phần này. Kỹ thuật hiện đại nhất đã được sử dụng trong lúc xây dựng, đặc biệt là vào lúc xây mái, là một cấu trúc bằng sắt đương đại. Sau khi hoàn thành, Nhà thờ lớn Köln với độ cao 157,38 m đã là tòa nhà cao nhất thế giới 4 năm liền. Độ khoảng 300.000 tấn đá đã được sử dụng.
Lễ hoàn thành công trình xây dựng nhà thờ được cử hành vào ngày 15 tháng 10 năm 1880 và là dịp để vua Wilhelm I phô trương thanh thế nơi công cộng và cũng là một nguyên tố tạo tính cách cho Đế chế Đức được thành lập 9 năm trước đó. Thế nhưng buổi lễ này được tiến hành trong thời kỳ mâu thuẫn tôn giáo. Tổng giám mục đương nhiệm của Köln đang bị xua đuổi ra khỏi thành phố và nhiều thành viên của giới tư bản Köln đã không đến tham dự chào đón vị hoàng đế theo đạo Tin Lành.

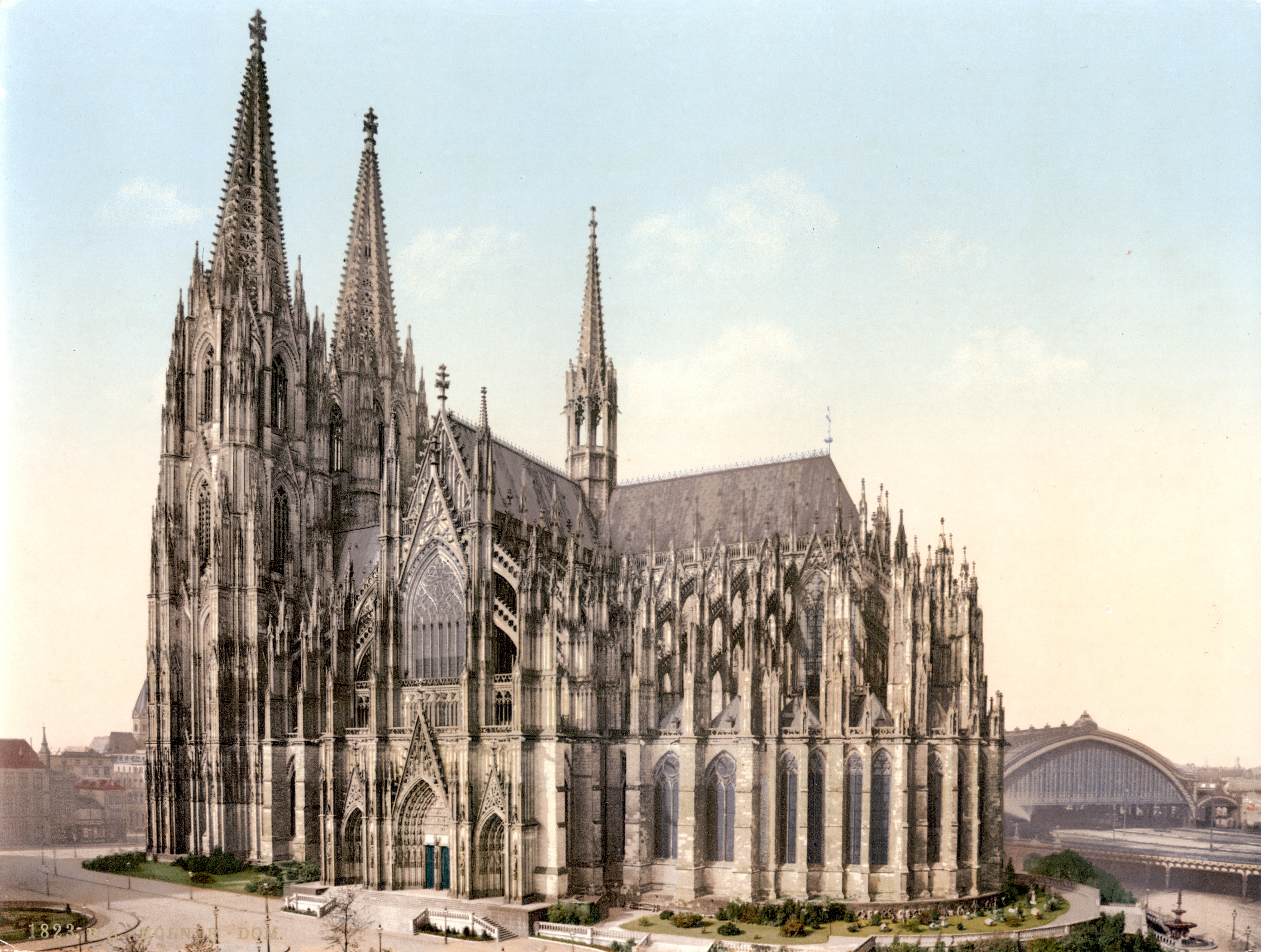
Nhà thờ lớn Köln vào khoảng năm 1900

#### Bảo tồn
Nhà thờ đã bị hư hại trong Chiến tranh thế giới lần thứ hai, cũng do trúng 70 quả bom. Bom cháy đã được những người canh gác trong và trên nhà thờ dập tắt ngay lập tức. Việc khai quật khảo cổ do Otto Doppelfeld lãnh đạo được bắt đầu trong năm 1946 và kéo dài cho đến 1997. Năm 1948 lễ kỷ niệm 700 năm ngày đặt viên đá đầu tiên được tiến hành trong nhà thờ lớn lúc đấy đang bị hư hại nặng. Bắt đầu từ năm 1956 nhà thờ lại tiếp tục thực hiện chức năng của nó cho người theo đạo.
Một vụ trộm đã xảy ra trong đêm ngày 2 tháng 11 năm 1975 khi 3 kẻ trộm dùng thang dây và dụng cụ leo núi thông qua lối thông hơi đột nhập vào phòng đựng bảo vật cũ của nhà thờ trong dãy nhà ngang phía bắc – được cho là an toàn vào thời gian đấy – mang đi nhiều bình bày bánh thánh và thập tự giá quý giá. Nhờ vào sự giúp đỡ của giới giang hồ Köln mà những kẻ trộm đã bị bắt và đã lãnh án tù giam nhiều năm. Họ đã nấu chảy mộtphần những thứ đã trộm được như chiếc bình bày bánh thánh bằng vàng từ năm 1657.
Từ ngày 21 tháng 10 năm 2000, các bảo vật được trưng bày trong hầm từ thế kỷ 13 ở mặt phía bắc của nhà thờ. Kho bảo vật của nhà thờ lớn Köln bao gồm 6 phòng trên 3 tầng. Nhiều hòm quý giá, dụng cụ và áo choàng dùng làm nghi thức tế lễ cũng như là biểu trưng của các tổng giám mục và linh mục của nhà thờ từ thế kỷ thứ 4 đến thế kỷ 20, tượng từ thời Trung cổ và di tích mộ người Frank được trưng bày trên diện tích vào khoảng 500 m².

## Di sản thế giới
Năm 1996 Nhà thờ lớn Köln được đánh giá là một trong những công trình kiến trúc Gothic đẹp nhất châu Âu và được công nhận là di sản thế giới của UNESCO. Vào ngày 5 tháng 7 năm 2004 Ủy ban di sản thế giới của UNESCO đã đưa nhà thờ lớn Köln vào danh sách đỏ của di sản thế giới đang bị đe dọa do có kế hoạch xây dựng nhà cao tầng bên bờ sông Rhein đối diện với nhà thờ. Sau nhiều cuộc thương lượng, vào ngày 13 tháng 7 năm 2005 trong đại hội UNESCO tại thành phố Durban của Cộng hòa Nam Phi, quyết định cuối cùng được hoãn đi 1 năm để cơ quan chức năng của Đức có cơ hội cung cấp thông tin về kế hoạch xây dựng trong khu Köln-Deutz.
Trong tháng 7 năm 2006, Ủy ban di sản thế giới trong hội nghị lần thứ 30 tại Vilnius (Litva) quyết định đưa nhà thờ lớn Köln ra khỏi danh sách các di sản thế giới đang bị đe dọa do kế hoạch xây dựng hữu ngạn sông Rhein đã được thay đổi; ngoài "Köln Triangle" ra sẽ không có ngôi nhà cao tầng nào được xây dựng nữa.

## Số liệu

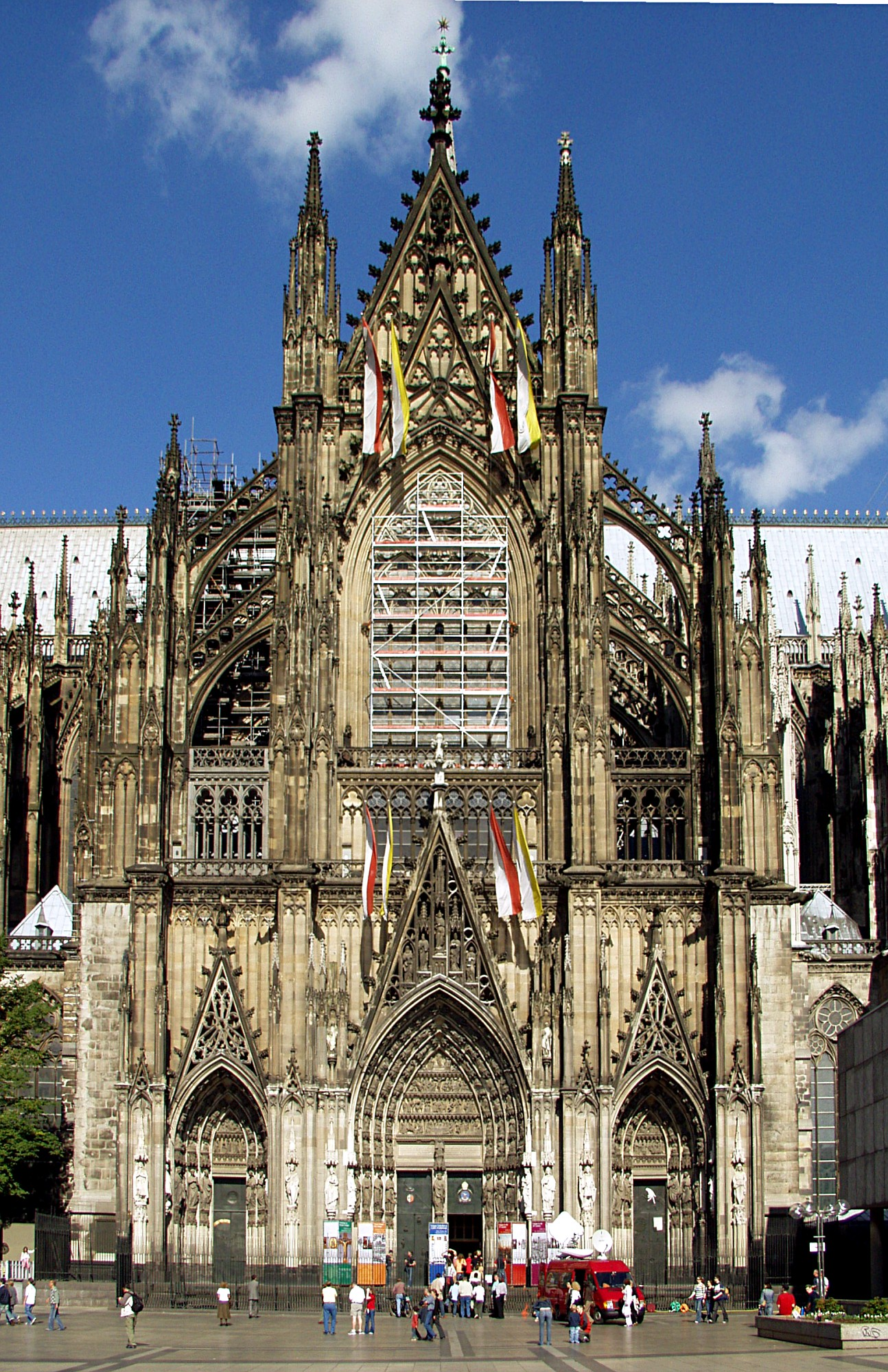
Mặt phía nam của nhà thờ (2006)

| Tổng chiều dài bên ngoài           | 144,58 m                 |
| Tổng chiều ngang bên ngoài         | 86,25 m                  |
| Chiều ngang bên trong nhà thờ      | 45,19 m                  |
| Chiều ngang của mặt ngoài phía tây | 61,54 m                  |
| Độ cao của tháp bắc                | 157,38 m                 |
| Độ cao của tháp nam                | 157,31 m                 |
| Chiều cao mỗi tháp chuông          | 11m                      |
| Chiều cao của nhà thờ ngang        | 69,95 m                  |
| Độ cao bên trong của gian giữa     | 43,35 m                  |
| Diện tích cửa sổ (dự tính)         | 10.000 m²                |
| Diện tích mái (dự tính)            | 12.000 m²                |
| Sức chứa                           | khoảng 4000 người        |
| Phí bảo trì hằng năm               | 10 triệu €               |
| Địa chỉ                            | Domkloster 4, 50667 Köln |